# Toni Ribas

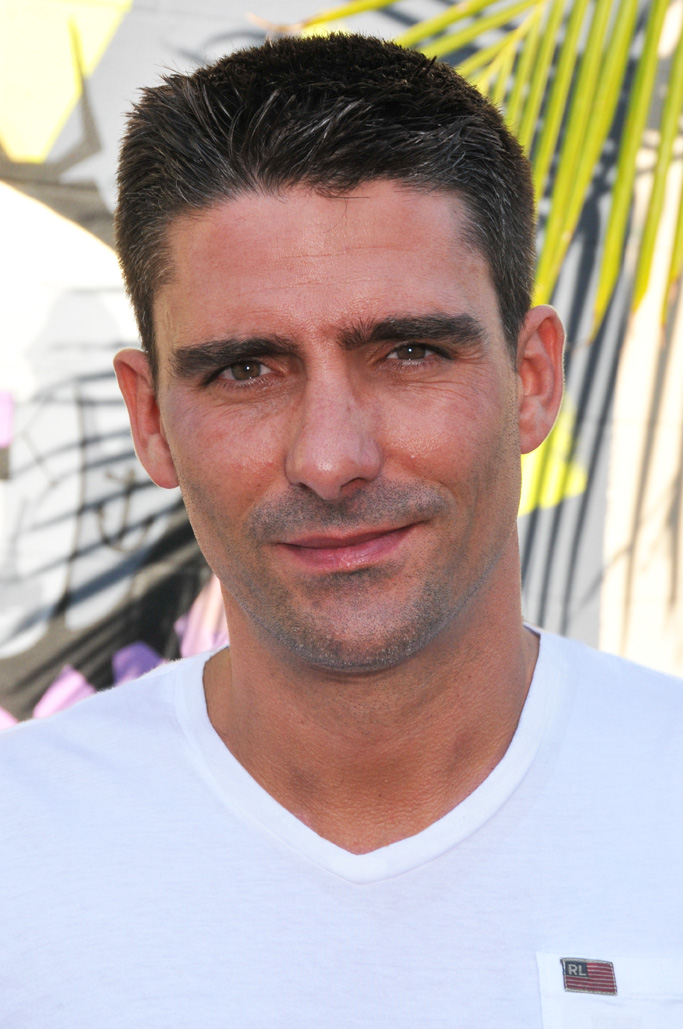
Toni Ribas (2013)

Toni Ribas (* 13. Juni 1975) ist ein spanischer Pornodarsteller und -regisseur, der in den Vereinigten Staaten tätig ist.

## Leben
Ribas begann seine Karriere als Darsteller 1997. Er spielte in mehr als 500 Filmen mit. Seit 2001 ist er außerdem als Regisseur tätig und führte bei über hundert Filmen Regie. 2010 wurde er in die Adult Video News Hall of Fame aufgenommen.
Von 2012 bis 2017 war er mit der Pornodarstellerin Asa Akira verheiratet.

## Filmografie (Auswahl)
- 2012: Wasteland

## Auszeichnungen
- 2010: Aufnahme in die AVN Hall of Fame
- 2011: Best Double Penetration Sex Scene für Asa Akira Is Insatiable (zusammen mit Asa Akira & Erik Everhard)[3]
- 2018: Best Group Sex Scene für Angela 3 (zusammen mit Angela White, Mick Blue, Xander Corvus, Markus Dupree & John Strong)[4]